# غارسيا دي سيلفا فيغيروا
غارسيا دي سيلفا فيغيروا (بالإسبانية: García de Silva Figueroa)‏ هو عالم آثار ودبلوماسي وكاتب إسباني، ولد في 8 يناير 1551 في صفراء في إسبانيا، وتوفي في 22 يوليو 1624 في المحيط الأطلسي. وهو أول رحالة غربي حدد بدقة آثار تخت جمشيد في بلاد فارس وموقع برسيبوليس العاصمة القديمة للإمبراطية الأخمينية وهي من كبرى المدن في العصور القديمة.

## الحياة والعمل
ولد دي سيلفا في الصفراء بمقاطعة بطليوس، خدم في الجيش في فلاندرز، ثم أصبح حاكماً على باداخوز وذلك في عام 1612، في عهد فيليب الثالث ملك إسبانيا والبرتغال وقد اختار دي سيلفا سفيراً له في بلاط شاه عباس
ملك الدولة الصفوية، وقبل ان يصل إلى بلاد فارس احتجز في غوا بسبب خلافات شديدة مع نائب الملك البرتغالي، ولم يصل إلى وجهته حتى أكتوبر 1617.
كانت سفارة دي سيلفا رجع فيها إلى فيليب الثالث من شاه عباس مع الإنجليزي روبرت شيرلي، والفارسي دنجز بيك روملو ومعه الأوغسطيني الراهب أنطونيو دي جوفيا.
خلال فترة بقاء دي سيلفا في بلاد الفرس تعامل مع العديد من القضايا الدبلوماسية المهمة، منها عمل تحالف ضد الإمبراطورية العثمانية، وهي عدو قديم للقوى الثلاث: بلاد فارس والبرتغال وإسبانيا.
تجول دي سليفا في جميع أنحاء بلاد فارس وزار عدة مدن منها شيراز، قم، وأصفهان وغيرها. ذهب وشاهد آثار برسيبوليس، ووصف روائعها في رسالة بعثها مباشرة إلى الفونسو دي لا كويفا مركيزبيدمار الأول، وقد تركت هذه الرسالة انطباعاً واسعاً في الدوائر التعليمية في أوروبا، وسرعان ماترجمت إلى اللغتين اللاتينية والإنجليزية. وقد التقى في مدينة أصفهان بالرحالة الإيطالي بترو ديلا فالبه الذي اتبع طريق دي سيلفا في الوصول إلى غوا، والتي وصلها لاحقاً.
جمع دي سيلفا خلال رحلاته مجموعة كبيرة من القطع الفنية والأثرية النادرة، حاول ان يأخذها معه إلى إسبانيا عنما انتهت إقامته عام 1619.
كتب سرداً كاملاً عن رحلته وسفارته وتعليقاته على الأحداث في بلاد فارس تحت عنوان:Totius legationis suae et Indicarum rerum Persisque commentarii. تمت ترجمتها إلى الفرنسية من قبل الهولندي إبراهام دي ويكفورت وذلك عام 1667. المخطوطة الأصلية محفوظة اليوم في المكتبة الوطنية الإسبانية في مدريد، ونشرت لأول مرة عام 1903.
مذكرات دي سيلفا تحتوي على معلومات قيمة عن تاريخ وجغرافية وثقافة بلاد فارس، فمن بين الملاحظات التي دونها فيها، ممارسة الزرادشتيين طقوسهم الجنائزية، ورياضة مصارعة الثيران في المدن الفارسية، وزراعة النخيل في جنوب إيران، وينظر إلى روايته الآن على إنها وثيقة ومصدر ذات قيمة عالية وثقت امور جرت في بلاد فارس أوائل القرن السابع عشر.

## العودة
كانت رحلة دي سليفا للعودة إلى إسبانيا محبطة ومليئة بالأحداث، حيث ابحر إلى هرمز وغوا، وذلك عام 1621، ومن ثم وصل موزمبيق عام 1622، لكنه كان متأخر كثيراً عن موسم الدوران حول رأس الرجاء الصالح، فما كان علية إلا الرجوع إلى غوا مرة أخرى، وعندما تمكن أخيراً من الإبحار للعودة إلى إسبانيا بعد تأخير طويل، مات في البحر قبل ان يصل إلى وجهته.